# Темпи (Аризона)
Темпи (на английски: Tempe) е град в щата Аризона, САЩ. Темпи е с население от 160 676 жители (2000) и обща площ от (102,30 км²) (39,50 мили²). Градът се намира в окръг Марикопа. Темпи получава статут на град на 29 ноември 1894 г. Темпи е избран за града с най-добра програма за побратимени градове през 1998 и 2004 г. 28 кандидати имат възможност да пътуват до останалите побратимени градове на Темпи напълно безплатно всяка година.

## Побратимени градове
Темпи има 7 побратимени града:
- Болио сюр Мер, Франция
- Карлоу, Карлоу, Ирландия
- Лоуъ Хат (Lower Hutt), Нова Зеландия
- Регенсбург, Германия
- Скопие, Северна Македония
- Женян, Китай
- Тимбукту, Мали